# Улюв (Свентокшиське воєводство)
Улюв (пол. Ulów) — село в Польщі, у гміні Балтув Островецького повіту Свентокшиського воєводства.
Населення — 22 особи (2011).
У 1975-1998 роках село належало до Келецького воєводства.

## Демографія
Демографічна структура на день 31 березня 2011 року:
|          | Загалом | Допрацездатний вік | Працездатний вік | Постпрацездатний вік |
| -------- | ------- | ------------------ | ---------------- | -------------------- |
| Чоловіки | 11      | 2                  | 9                | 0                    |
| Жінки    | 11      | 1                  | 7                | 3                    |
| Разом    | 22      | 3                  | 16               | 3                    |